# Чемпионат России по боевому самбо
Чемпионат России по боевому самбо — соревнование по боевому самбо за звание чемпиона России. Впервые был проведён в 1992 году. Проводится ежегодно. С 2018 года соревнования по всем разновидностям самбо (спортивное, женское и боевое) проводятся в рамках совместного чемпионата.
| Год  | №                   | Дата                    | Место проведения              |
| ---- | ------------------- | ----------------------- | ----------------------------- |
| 1992 | Чемпионат 1992 года | 1992 год                |                               |
| 1993 | Чемпионат 1993 года | 1993 год                |                               |
| 1994 | Чемпионат 1994 года | 1994 год                |                               |
| 1995 | Чемпионат 1995 года | 1995 год                |                               |
| 1996 | Чемпионат 1996 года | 1996 год                |                               |
| 1997 | Чемпионат 1997 года | 1997 год                |                               |
| 1998 | Чемпионат 1998 года | 1998 год                |                               |
| 1999 | Чемпионат 1999 года | 1999 год                |                               |
| 2000 | Чемпионат 2000 года | 2000 год                |                               |
| 2001 | Чемпионат 2001 года | 2001 год                |                               |
| 2002 | Чемпионат 2002 года | 2002 год                |                               |
| 2003 | Чемпионат 2003 года | 2003 год                |                               |
| 2004 | Чемпионат 2004 года | 2004 год                | Санкт-Петербург               |
| 2005 | Чемпионат 2005 года | 2005 год                | Чехов (город)                 |
| 2006 | Чемпионат 2006 года | 2006 год                | Москва                        |
| 2007 | Чемпионат 2007 года | 2007 год                | Улан-Удэ                      |
| 2008 | Чемпионат 2008 года | 2008 год                | Санкт-Петербург               |
| 2009 | Чемпионат 2009 года | 2009 год                | Кстово                        |
| 2010 | Чемпионат 2010 года | 19-22 февраля 2010 года | Краснокамск                   |
| 2011 | Чемпионат 2011 года | 25-28 февраля 2011 года | Санкт-Петербург               |
| 2012 | Чемпионат 2012 года | 3-5 февраля 2012 года   | Москва                        |
| 2013 | Чемпионат 2013 года | 22-25 февраля 2013 года | Губкин (Белгородская область) |
| 2014 | Чемпионат 2014 года | 20-24 февраля 2014 года | Улан-Удэ                      |
| 2015 | Чемпионат 2015 года | 2015 год                | Красноярск                    |
| 2016 | Чемпионат 2016 года | 2016 год                | Петрозаводск                  |
| 2017 | Чемпионат 2017 года | 2017 год                | Нижний Новгород               |